# Nisserne Tim og Tam
Nisserne Tim og Tam er en dansk julekalender for børn som blev vist på DR1 i 1963.

## Medvirkende
- Jørn Rose	som Nissen Tam (stemme)
- Ole Søltoft som Nissen Tim (stemme)